# Klein-Hornburg
Klein-Hornburg ist eine Wüstung bei Erdeborn im Landkreis Mansfeld-Südharz in Sachsen-Anhalt, Deutschland. Das Dorf befand sich nordöstlich der heutigen Ortslage Hornburg im Pohl'schen Grund. Wenige Hektometer nördlich liegt die Wüstung Westdorf.

## Geschichte
Klein-Hornburg war ein deutsches Dorf aus der fränkischen Besiedlungszeit (vgl. Hochmittelalterliche Ostsiedlung). Es ging vermutlich relativ früh ein und bestand dann lange Zeit als Wüstung weiter. Neuß geht davon aus, dass sich die Einwohner nach dem heutigen Hornburg begaben.
Die beiden Dörfer Hornburg wurden überwiegend zusammen urkundlich erwähnt, so u. a. zwischen 880 und 889 in einer Urkunde des Klosters Hersfeld. Am 1. Juni 932 kamen die beiden Dörfer Hornburg in einem Gütertausch mit dem Kloster Hersfeld zum König Heinrich I. Am 12. Mai 1217 wurden die beiden Dörfer von den edlen Herren Burchard und Gebhard von Querfurt an das Hospital St. Marien an der Brücke zu Halle (Saale) übereignet.
Um 1400 gaben die Horneburge 6 Solidi Prokurationsgebür. Im Jahre 1532 waren die beiden Dörfer Hornburg im Besitz der Grafen von Mansfeld. Dieselben Grafen bekannten ihren Besitz über die Dörfer sowie die Vogtei Holzzelle im Jahre 1531 sowie über das gesamte Klosteramt Holzzelle um 1560.
Am 23. August 1609 wurden beide Dörfer Hornburg als zum Oberamt Schraplau gehörig benannt.